# Великобубнівське нафтогазоконденсатне родовище
Великобубнівське нафтогазоконденсатне родовище — належить до Талалаївсько-Рибальського нафтогазоносного району Східного нафтогазоносного регіону України.

## Опис
Розташоване в Сумській області на відстані 20 км від м. Ромни.
Входить до складу Великобубнівського структурного валу в межах північної прибортової зони Дніпровсько-Донецької западини.
Структура — витягнута з зах. на сх. антикліналь з трьома склепіннями — виявлена у 1958 р.
Перший приплив газу одержано з газових покладів нижнього карбону в інтервалі 2986—2994 м в 1967 р.
Поклади пластові, склепінчасті, тектонічно екрановані і літологічно обмежені.
Експлуатується з 1971 р. Запаси початкові видобувні категорій А+В+С1 — 1689 тис.т нафти; розчиненого газу 287 млн. м³. Густина дегазованої нафти 790—848 кг/м³. Вміст сірки 0,029-0,24 мас.%.